# Obergeckler
Obergeckler est une municipalité allemande située dans le land de Rhénanie-Palatinat et l'arrondissement d'Eifel-Bitburg-Prüm.
En 2023, un projet de fusion entre Obergeckler et Niedergeckler est discutée et devient effective le 1er janvier 2025, avec l'incorporation de Obergeckler.